# Паласио-Сальво
Пала́сио-Са́льво (исп. Palacio Salvo) — 105-метровое здание в центре Монтевидео, Уругвай. Одна из главных достопримечательностей города. С 1996 года национальный исторический памятник.
Небоскрёб был построен по заказу братьев-бизнесменов Иосифа и Лоренцо Сальво, разработан итальянским архитектором Марио Паланти. Открыт 12 октября 1928 года, на тот момент был самым высоким зданием в Уругвае, вплоть до 1935 года был вторым по высоте в Южной Америке, сейчас — один из самых высоких в городе.

## История строительства
Здание было спроектировано итальянским архитектором Марио Паланти, автором дворца Паласио Бароло в Буэнос-Айресе, который часто называют братом-близнецом Паласио-Сальво, что не совсем верно. Идея и конструкция построек одинаковые, но проекты отличаются кардинально. Достаточно сравнить расположение башни-«маяка». У аргентинского здания она посередине фасада, а в Уругвае — на углу здания. Поэтому называть их близнецами можно лишь условно.
Строительство дворца Паласио-Сальво началось в 1923 году и было завершено в 1928 году. Проект был реализован благодаря инициативе братьев-предпринимателей Анхеля, Хосе и Лоренсо Сальво, в честь которых он и получил свое название. Первоначально сооружение планировалось как роскошный отель и казино, но в конечном итоге было преобразовано в офисное здание, и сегодня здесь находятся апартаменты и офисы.
Хотя дворец Паласио-Сальво всегда был достопримечательностью Монтевидео, за почти век существования он претерпел несколько изменений.
В 1961 году на куполе здания была установлена металлическая башня для размещения антенны. Не использовавшаяся с середины 1980-х годов, она была окончательно демонтирована в 2012 году.
В 2017 году на куполе здания был установлен светильник под названием «Gran Salvo» и переустановили оригинальные ворота в проходе, соединяющем площадь Независимости с улицей Андес.
В 2019 году была завершена масштабная реконструкция здания, которая включала улучшение освещения и реставрацию мозаик и фресок.

## Характеристика
Высота — 105 метров, без шпиля — 95. 26 этажей.
Архитектурный стиль — эклектика арт-деко, неоготика, неоклассика. Существует мнение, что архитектор Марио Паланти спроектировал дворец как воплощение «Божественной комедии» Данте Алигьери: 3 нижних этажа символизируют ад, с первого по восьмой — чистилище, а 15-этажная башня — рай. Здание было украшено множеством декоративных элементов на тему произведения, однако большая их часть была удалена из-за частых обвалов. Также есть символические отсылки к теории эволюции Чарльза Дарвина с помощью бронзовых молдингов на внешней стороне здания, которые также присутствуют на первом этаже, где изображена морская сцена с животными из первой ступени эволюционной теории, а также на антресоли и втором этаже. Там он разместил эти молдинги на потолках, и по мере подъема изображены более развитые животные. На втором этаже есть фрески, изображающие человеческую фигуру как кульминацию эволюции.
Структура: 2 подвала, цокольный этаж, 8 полных этажей и 15-этажная башня. Предназначался в качестве бизнес-центра и офисного здания. Сейчас на первом этаже расположились магазины, на остальных — квартиры и офисы. Квартир всего 370.